# ولکا تورنا
ولکا تورنا (به لاتین: Velká Turná) یک ناحیه در جمهوری چک است که در Strakonice District واقع شده‌است.

## خصوصیات
ولکا تورنا ۷٫۵۳ کیلومترمربع مساحت و ۱۴۰ نفر جمعیت دارد و ۴۴۱ متر بالاتر از سطح دریا واقع شده‌است.